# X.25
X.25 - to rekomendowany przez ITU-T standard protokołu komunikacyjnego dla publicznych sieci WAN, definiujący interfejs połączenia pomiędzy terminalem danych DTE (Data Terminal Equipment) a urządzeniem transmisji danych DCE (Data Communications Equipment) dla terminali pracujących w trybie pakietowym, podłączonych do publicznych sieci transmisji danych poprzez łącze dedykowane.
X.25 definiuje warstwę fizyczną, warstwę łącza danych oraz warstwę sieci modelu OSI. W wielu wdrożeniach powszechnie stosowane są protokoły:
- Warstwa sieci: Packet-Layer Protocol (PLP)
- Warstwa łącza danych: Link Access Procedure-Balanced (LAPB(inne języki))
- Warstwa fizyczna: EIA/TIA-232, EIA/TIA-449, EIA-530, G.703 i V.21bis

W nowszych sieciach zastępuje się protokół warstwy łącza danych przez: Frame Relay, ATM lub ISDN, a protokół warstwy sieci przez Internet Protocol.

## Działanie
X.25 jest rodzajem sieci połączeniowej.
Pierwszy pakiet jest wysyłany z pełnym adresem LCN (Logical Channel Number), który jest zachowywany w każdym mijanym węźle. Następne są przesyłane tą samą ścieżką co pierwszy.
Ostatni z pakietów inicjalizuje zwolnienie połączenia w każdym węźle.

## Zalety i wady sieci X.25
Sieć X.25 jest starym standardem, co jest zarówno jego największą wadą i zaletą. Maksymalna szybkość obsługiwana przez X.25 wynosi 64 kbit/s (W roku 1993 CCITT udoskonaliła protokół, zwiększając szybkość obsługiwanych połączeń do 2048 kbit/s). Rzadko zdarza się, by taka szybkość odpowiadała dzisiejszym wymaganiom pracy sieciowej, ale wysoki stopień kompatybilności sprawia, że wielu klientów wciąż jest przyłączonych do „chmur” X.25. Sieć X.25 jest znacznie tańsza niż sieci najbardziej do niej podobne: Frame Relay i ATM.
Występują znaczące opóźnienia przy przejściu pakietu przez węzeł rzędu 15-20 ms.
Za każdym razem przy przejściu między węzłami informacja jest buforowana, sprawdzana poprawność przesyłu i ewentualnie przeprowadzana retransmisja. Jeżeli błędy zdarzają się rzadko (BER<10−6), to rygorystyczne sprawdzanie pakietów stanowi niekorzystne obciążenie.

## Zastosowania Sieci X.25
Sieć X.25, choć wielu uważa ją za zbyt starą i powolną, by mogła być użyteczna, wciąż jest szeroko wykorzystywana w takich aplikacjach jak systemy kart kredytowych, bankomaty, przetwarzanie wniosków kredytowych, bazy danych z zapisami medycznymi, monitorowanie stanów zapasów.
Sieć X.25 spełnia takie wymagania ogólne jak:
duża uniwersalność,
możliwość przyłączania urządzeń różnych producentów,
możliwość przesyłania różnego rodzaju (typu) danych,
duża odporność na zakłócenia przesyłania informacji,
nieduża prędkość przesyłania informacji,
ograniczona przepustowość przesyłania informacji.
Sieci X.25 są łatwe w instalacji i utrzymaniu. Opłaty za usługi ustalane są w oparciu o liczbę wysłanych pakietów i (w niektórych wypadkach) czas trwania połączenia